# Shing02
Shingo Annen (安念 真吾?)(Tokio, Japón 18 de octubre de 1975), más conocido por su apodo Shing02, es un músico, productor y activista japonés.
Debido en parte a que nació y creció en ciudades occidentales, Shing02 en uno de los pocos artistas multilingües japoneses que pueden componer canciones enteramente en japonés o inglés. Su estilo de rima hace uso de letras que son de naturaleza conceptual, mientras que su estilo de Hip-hop es conocido por juntar varias influencias, que van del reguetón a la música clásica japonesa al jazz. El estilo de música que usa lo ha convertido en una presencia significativa en la comunidad del underground rap.

## Biografía
Shingo Annen nació en Tokio, Japón en 1975 y creció en varias ciudades en Tanzania y Japón, como también en Londres. A sus 14 años, Shing02 se mudaría a Menlo Park en el Área de la Bahía de San Francisco de California justo luego del Terremoto de Loma Prieta de 1989, donde el se vería involucrado en varios programas de arte. El entonces se mudaría a Berkeley para estudiar arte en la Universidad de California.
Viviendo en Oakland y en la Bahía de San Francisco, el se vería sumergido en la escena del Hip-hop entre descendientes directos de miembros de movimientos por derechos civiles como serían la Pantera Negra y activistas asiáticos. Shing02 ha dicho sobre su música que "Era natural tener mensajes políticos y sociales en mi música; Tuve suerte de estar expuesto a eso."
Shing02 es más conocido por sus frecuentes colaboraciones con Nujabes a comienzos de los 2000. Como colaboradores, ambos se convertirían en pioneros en el jazz rap, género musical que inspiraría al Lo-fi hip hop en la década de 2010.
En 2010, Shing02 haría equipo con el vocalista japonés-americano, Emi Meyer para hacer su segundo álbum, "Passport". Ambos se juntarían inicialmente via Myspace, Meyer se juntaría con Shing02 en su tour de verano de Japón en 2008, en donde comenzarían a trabajar en el álbum "Passport".
El remix de Shing02 de la canción "Odakais" por Ryuichi Sakamoto sería publicado en la cuenta oficial de Sakamoto en SoundCloud en julio del 2012.

## Discografía

### Álbumes
- Homo Caeruleus Cerinus (1999)
- 400 (2001)
- Waikyoku (2008)
- ASDR (2012) (con Chimp Beams)
- 1200 Ways (2013) (con DJ $hin)
- Zone of Zen (2016) (con Cradle Orchestra)
- Triumphant (2020) (con Jack the Rip)

### Mixtapes
- Shing02 Limited Express Mix (2003)
- For the Tyme Being (2009)
- For the Tyme Being 2 (2010)
- For the Tyme Being 3 (2012)
- Live from Annen Annex (2013)
- For the Tyme Being 4 (2013)
- For the Tyme Being 5 (2017)

### EPs
- Evolution of the MC (2003)
- iTunes Live from Tokyo (2008)
- Jikaku (2013) (con Kaigen)
- 1200 Ways EP (2013) (con DJ $hin)

### Sencillos
- "A Day Like Any Other" (1998) (con El-P, Murs y Yeshua Da Poed)
- "Pearl Harbor" b/w "Japonica" (1998)
- "The Empire" b/w "Laid in Japan" (1998)
- "Gigabyte" b/w "Streets of Tokyo" (2000)
- "My Nation" (2001)
- "Yukoku" (2002)
- "400" (2002)
- "Y-Song" (2004)
- "2005" (2005)
- "Anoi" (2006)
- "Game" (2007) (con Ghostface Killah y Napoleon)
- "Big City Lights" (2008)
- "Wankyoku" b/w "Katsubou" (2008)
- "The Revolution Will Not Be Televised 2012" (2013) (con Hunger)

### Apariciones como invitado
- The Grouch - "Car Troubles Pt. 2" de Nothing Changes (1996)
- SupremeEx & Tajai - "Contact" de Projecto: 2501 (2000)
- Five Deez - "Sexual for Elizabeth" de Koolmotor (2001)
- Nujabes - "Luv(sic) Part 1" (2001)
- Nujabes - "Luv(sic) Part 2" (2002)
- DJ Top Bill - "Farewell to a Friend" y "Avatar" de Prelude to One Dollar Store (2003)
- Nujabes - "F.I.L.O." de Metaphorical Music (2003)
- Nujabes - "Battlecry" de Samurai Champloo Music Record: Departure (2004)
- Nujabes - "Luv(sic) Part 3" de Modal Soul (2005)
- Pismo - "Velodrome" de Within Transition (2006)
- Rebel Familia - "Ghost Town" de Guns of Riddim (2007)
- Suburban - "Shiori" de Suburban (2007)
- KK - "Lift the Fog Up" de Light in a Fog (2007)
- Goodings Rina - "Daitoshi o Densha wa Yuku" de Daitoshi o Densha wa Yuku (2007)
- Eccy - "Ultimate High" de Floating Like Incense (2007)
- Tokimonsta - "Start Again" de Bedtime Lullabies (2008)
- The Heavymanners - "Taiyo" deThe Heavymanners (2008)
- Eccy - "Halo: Ten" de Blood the Wave (2009)
- DJ Baku - "Goooooooooooal!!!!!!!" deThe 12 Japs (2009)
- Meiso - "Yomichi" deYoru no Touzoku (2009)
- Ken Ishii - "Over Driver" deThe Works + The Unreleased & Unexpected (2009)
- Lems - "Gala Dress" dePing Pong Box (2009)
- Candle - "Ragumi" deTsukimi Soushi (2011)
- Nujabes - "Luv(sic) Part 4" (2011)
- Tamurapan - "Demo Nai" deWorldwide (2012)
- Chimp Beams - "Aquatrium" de Slowly (2012)
- Self Jupiter & Kenny Segal - "Outer Rings" de Tdehe Kleenrz (2012)
- I-Dep - "Fuku" de Da Base (2012)
- Kero One - "The Last Train" deColor Theory (2012)
- Marcus D - "One People" de Melancholy Hopeful (2012)
- Nujabes - "Luv(sic) Part 5" (2012)
- Haruka Nakamura - "Luv(sic) Part 2: Acoustica" de Melodica (2013)
- DJ Baku - "Mixture" de Japoneera (2013)
- Lex (de Kalhex) - "Fast Forward" and "Circulations" de Full Cycle (2013)
- Grand Groove - "A Long Way" de III (2013)
- DJ Kou - "Steady Eighty" de My Whole Life (2013)
- Nujabes - "Luv(sic) Part 6" (2013)
- jizue - "Shinkuro" de Shiori (2014)
- Gagle - "Ca La Mode" de VG+ (2014)
- DJ Deckstream - "Young World" de Dress Code (2014)
- Nitsua - "Visa" de Dayscape (2015)
- Ohtoro - "This Is Yuzu" de Kumamoto EP (2016)
- Scholar - "Real Man" de Art of Worth (2016)
- Uyama Hiroto - "South Side" de Freeform Jazz (2016)
- Kenichiro Nishihara - "All These Years" de Sincerely... (2016)
- jizue - "Wakusei" de Story (2016)

### Apariciones colaborativas
- "Blank Paper" en Tags of the Times (1997)
- "Ecdysis" enTags of the Times Version 2.0 (1998)
- "Monster!" en Catacombs (1999)
- "Competition Within" en Strictly Indee (2000)
- "Confessions (of Three Men)" en Tags of the Times 3 (2001)
- "The Clash: A Call to Arms" en African Jag Vol. 1 (2006)